# Eiconaxius consobrinus
Eiconaxius consobrinus är en kräftdjursart som först beskrevs av De Man 1907.  Eiconaxius consobrinus ingår i släktet Eiconaxius och familjen Axiidae. Inga underarter finns listade i Catalogue of Life.